# Hemofiltracija
Hemofiltracija jedna je od terapijskih metoda koja se koristi za zamenu bubrežnih funkcija kod bolesnika sa insuficijencijom (otkazom) bubrega i slična je hemodijalizi. Ova metoda koja se gotovo isključivo koristi u ustanovama intenzivne nege je spora i kontinuirana terapija u kojoj sesije obično traju između 12 i 24 časa, svakodnevno. Tokom hemofiltracije, krv pacijenta prolazi kroz niz cevi (filterska kola), mašinu, polupropusnu membranu (filter) kako bi se uklonile otpadne materije i voda, a potom se zamenjena tečnosti i krv vraća pacijentu.

## Istorija
Moderna era hemofiltracije započela je izveštajem Bluemle i Hendersona 1967. godine, nakon što su saopštili svoje iskustvo sa upotrebom visoko permeabilnih membrana za uklanjanju tečnosti i čestica, uz istovremenu predilucionu nadoknadu tečnosti. 
Kliničku primenu ove metode opisao je 1972. godine Quellhorst, koji je primenio dijalizator Rhone-Pulenc RP-6 sa membranom od poliakrilonitrila. 
Godine 1977. na konferenciji u Švajcarskoj naziv dijafiltracija uveden od strane Hendersona zamenjen je nazivom hemofiltracija. 
Uprkos visokoj ceni, infektivnim komplikacijama i tehničkoj kompleksnosti same metode, interesovanje za metodu je opstalo pre svega zbog impresivne hemodinamske stabilnosti bolesnika tretiranih hemofiltracijom, u odnosu na bolesnike tretirane acetatnom hemodijalizom. 
Poboljšanjem standardne hemodijalize (kontrolisana ultrafiltracija, bikarbonatna dijaliza) interesovanje za kliničku primenu hemofiltracije postepeno je sve više opadalo.
Prva hemodiafiltracija, nazvana simultana hemofiltracija/hemodijaliza, izvedena je 1976. godine u Giesenu (Nemačka). O njoj je 1978. godine prvi referisao Leber sa saradnicima.

## Principi hemofiltracije
Osnovni fizički princip kod hemofiltracije je ultrafiltracioni protok — konvektivni protok, koji je mehanizam transporta kroz membranu za konvektivni transport. Tečnost koja se na ovaj način uklanja iz krvi naziva se ultrafiltrat. 
Osnovni pokretač procesa ultrafiltracije je transmembranski pritisak koji predstavlja razliku između pritisaka na različitim stranama membrane hemofiltera. Pritisci su posledica delovanja hidrostatske i osmotske sile, pri čemu je delovanje osmotske sile u odnosu na hidrostatsku zanemarljivo. Pozitivan hidrostatski pritisak na krvnoj strani membrane je rezultat rada krvne pumpe i otpora protoku krvi kroz filter i sistem krvnih linija koje odvode krv iz filtera, a negativan hidrostatski pritisak na drugoj strani membrane je rezultat delovanja usisne pumpe koja odvodi ultrafiltrat iz filtera.

## Vrste hemofiltracije
| Vrste hemofiltracije prema načinu primeni, mestu nadoknade i vrste supstitucione tečnosti | Vrste hemofiltracije prema načinu primeni, mestu nadoknade i vrste supstitucione tečnosti | Vrste hemofiltracije prema načinu primeni, mestu nadoknade i vrste supstitucione tečnosti |
| ----------------------------------------------------------------------------------------- | ----------------------------------------------------------------------------------------- | ----------------------------------------------------------------------------------------- |
| Prema načinu primene hemofiltracije                                                       | intermitentna                                                                             | kontinuisana                                                                              |
| Prema mestu nadoknade supstitucione tečnosti                                              | prediluciona                                                                              | postdiluciona                                                                             |
| Prema vrsti supstitucione tečnosti koja se primenjuje u hemofiltraciji                    | konvencionalna (komercijalna supstituciona tečnost)                                       | on-line hemofiltracija (on-line proizvedena supstituciona tečnost).                       |

### Hemofiltracija prema načinu primene
Intermitentna hemofiltracija
Primenjuje se u lečenju bolesnika sa terminalnom bubrežnom insuficijencijom i ređe u lečenju bolesnika sa hipervolemijom drugih uzroka (kardijalna dekompenzacije, nefrotski sindrom i dr.). Zavisno od kliničke slike procedura hemofiltracije se izvodi 2 do 3 puta nedeljno.
Kontinuisana hemofiltracija
Primenjuje se tokom 24 sata i obično se koristi za lečenje akutne bubrežn insuficijencije u jedinicama intenzivne nege.

### Hemofiltracija prema mestu nadoknade supstitucione tečnosti
Postdiluciona hemofiltracija
Kod ove metode supstituciona tečnost se nadoknađuje po izlasku krvi iz filtera: Ova tehnika hemofiltracije je korišćena isključivo zbog ekonomskih razloga, jer je u odnosu na predilucionu tehniku omogućava manji utrošak skupe, komercijalno proizvedene supstitucione tečnosti. 
Pored visoke cene ova metoda je imala i druge nedostatke, kao što su neadekvatni klirensi toksina male molekulske težine i tehnička kompleksnost metode. Zbog toga, a delom i zbog poboljšanja kvaliteta standardne dijalize, (kontrolisana ultrafiltracija, bikarbonatni pufer, profilisanje natrijuma i dr.) inicijalni entuzijazam za primenu ove metode je vremenom opadao. Postdiluciona hemofiltracija korišćenjem komercijalno proizvedene supstitucione tečnosti je sa uvođenjem u praksu on-line proizvodnje supstitucione tečnosti postala praktično opsolentna metoda
Prediluciona hemofiltracija
Kod ove metode tečnost se nadokanđuje pre ulaska krvi u hemofilter, pa sdu za izvođenje ove vrste hemofiltracije potrebne znatno veće količine supstitucione tečnosti po mogućnosti relativno jeftine on-line proizvodnje supstitucione tečnosti, što je omogućilo uvođenje u praksu ove tehnike hemofiltracije.
Prednosti ove tehnike hemofiltracije u odnosu na postdilucionu hemofiltraciju su sledeće:
- bolja eliminacija uremijskih toksina male i veće molekulske težine i
- mogućnost ostvarivanja adekvatne stope ultrafiltracije kod bolesnika sa većom viskoznošću krvi (visoke vrednosti hematokrita i serumske koncentracije proteina, stanja dehidratacije i dr.).

Količina supstitucione tečnosti koja se bolesniku može infundovati tokom jedne procedure predilucione hemofiltracije limitirana je samo propusnošću infuzionog sistema i vrednošću venskog pritiska. 

### Hemofiltracija prema vrsti perimenjene supstitucione tečnosti
U odnosu na način proizvodnje supstitucione tečnosti hemofiltracija može biti komercijalna i on-line (proizvedena od strane dijalizne mašine). 
Komercijalno proizvedena tečnost se pakuje u posebne kese od 5 litara. Novija generacija mašina za dijalizu ima mogućnost in-situ proizvodnje supstitucione tečnosti od vode podvrgnute reverznoj osmozi i elektrolitskog koncentrata. Pokušaji više autora da za supstituciju tečnosti koriste regenerisani ultrafltrat završili su se bezuspešno, zbog pojave osteomalacije kod ispitivanih bolesnika. 
Zbog visoke cene i težeg rukovanja komercijalna supstituciona tečnost je danas praktično opsolentna.

## Literatura
- Altieri, P.; Sorba, G.; Bolasco, P.;  . (2001). „Predilution haemofiltration - the Sardinian Multicentre Study: comparisons between haemofiltration and haemodialysis during identical Kt/V and session times in a long-term cross-over study”. Nephrol Dial Transplant. 16 (6): 1207—13. PMID 11390722. doi:10.1093/ndt/16.6.1207.
- Altieri, P.; Sorba, G. B.; Bolasco, P. G.;  . (1997). „On-line predilution hemofiltration versus ultrapure high-flux hemodialysis: a multicenter prospective study in 23 patients”. Blood Purif. 15 (3): 169—81. PMID 9262843. doi:10.1159/000170328.
- Alvarez-Lara, M. A.; Martín-Malo, A.; Espinosa, M.; Rodríguez-Benot, A.; Aljama, P. (2001). „Blood pressure and body water distribution in chronic renal failure patients”. Nephrol Dial Transplant. 16 (Suppl 1): 94—7. PMID 11369832. doi:10.1093/ndt/16.suppl_1.94.
- Arrigo, G.; Beltrame, A.; Colosanti, G. (2000). „Adequacy in hemodialysis: New concept derived from online urea monitoring”. Kidney Int. 58 (Suppl 76): 41—6. PMID 10936798. doi:10.1046/j.1523-1755.2000.07605.x.
- Barth HR. Pros and cons of short, high efficiency, and high flux dialysis. In: Drukker, Parsons and Maher (eds). Replacement of renal function by dialysis,  (4th изд.). Недостаје или је празан параметар |title= (помоћ). Kluwer Academic Publishers, Dordecht, 1996; 418-53.
- Basile, C.; Giordano, R.; Vernaglione, L.;  . (2001). „Efficacy and safety of haemodialysis treatment with the Hemocontrol biofeedback system: a prospective medium-term study”. Nephrol Dial Transplant. 16 (2): 328—34. PMID 11158408. doi:10.1093/ndt/16.2.328.
- Basile, C. (2001). „Should relative blood volume changes be routinely measured during the dialysis session?”. Nephrol Dial Transplan. 16 (1): 10—2. PMID 11208984. doi:10.1093/ndt/16.1.10.
- Baz, M.; Durand, C.; Ragon, A.;  . (1991). „Using ultrapure water in hemodialysis delays carpal tunnel syndrome”. Int J Artif Organs. 14 (11): 681—685. PMID 1757154. doi:10.1177/039139889101401101.:681, 1991.
- Bertoux, F.; Gellert, R.; Jones, E.;  . (1998). „Epidemiology and demography of treated end-stage renal failure in the elderly, from the European Renal Association (ERA-EDTA) Registry”. Nephrol Dial Transplant. 13 (90007): 65—68. PMID 9870441. doi:10.1093/ndt/13.suppl_7.65.; 13(Suppl 7):S65-S68.
- Bohé, J.; Joly, M. O.; Arkouche, W.; Laville, M.; Fouque, D. (2001). „Haemodialysis with the biocompatible high permeability AN-69 membrane does not alter plasma insulin-like growth factor-I and insulin-like growth factor binding protein-3”. Nephrol Dial Transplant. 16 (3): 590—4. PMID 11239037. doi:10.1093/ndt/16.3.590.
- Bolasco, P.; Altieri, P.; Sorba, G.;  . (2000). „Adequacy in pre-dilution haemofiltration: Kt/V or infusion volume?”. Nephrol Dial Transplant. 15 (Suppl 2): 60—4. PMID 11051040. doi:10.1093/ndt/15.suppl_1.60.
- Bonforte, G.; Beretta, M.; Baj, A.;  . (1997). „Anemia and hemodiafiltration with on-line production of infusion fluid (abstract)”. Nephrol Dial Transplat. 12.:A168.
- Bonomini, N.; Coli, L.; Feliciahgeli, A.;  . (1994). „Long-term comparative evaluation of synthetic and cellulosic membranes in dialysis”. Int J Artif Org. 17 (7): 392—8. PMID 7806426. doi:10.1177/039139889401700705.
- Botella J, Ghezzi PM, Sanz-Moreno C. „Adsorption in hemodialysis”. Kidney Int. 58 (Suppl 76): 60—5. 2000.

|  | Molimo Vas, obratite pažnju na važno upozorenje u vezi sa temama iz oblasti medicine (zdravlja). |